# Waldemar III. (Dänemark)

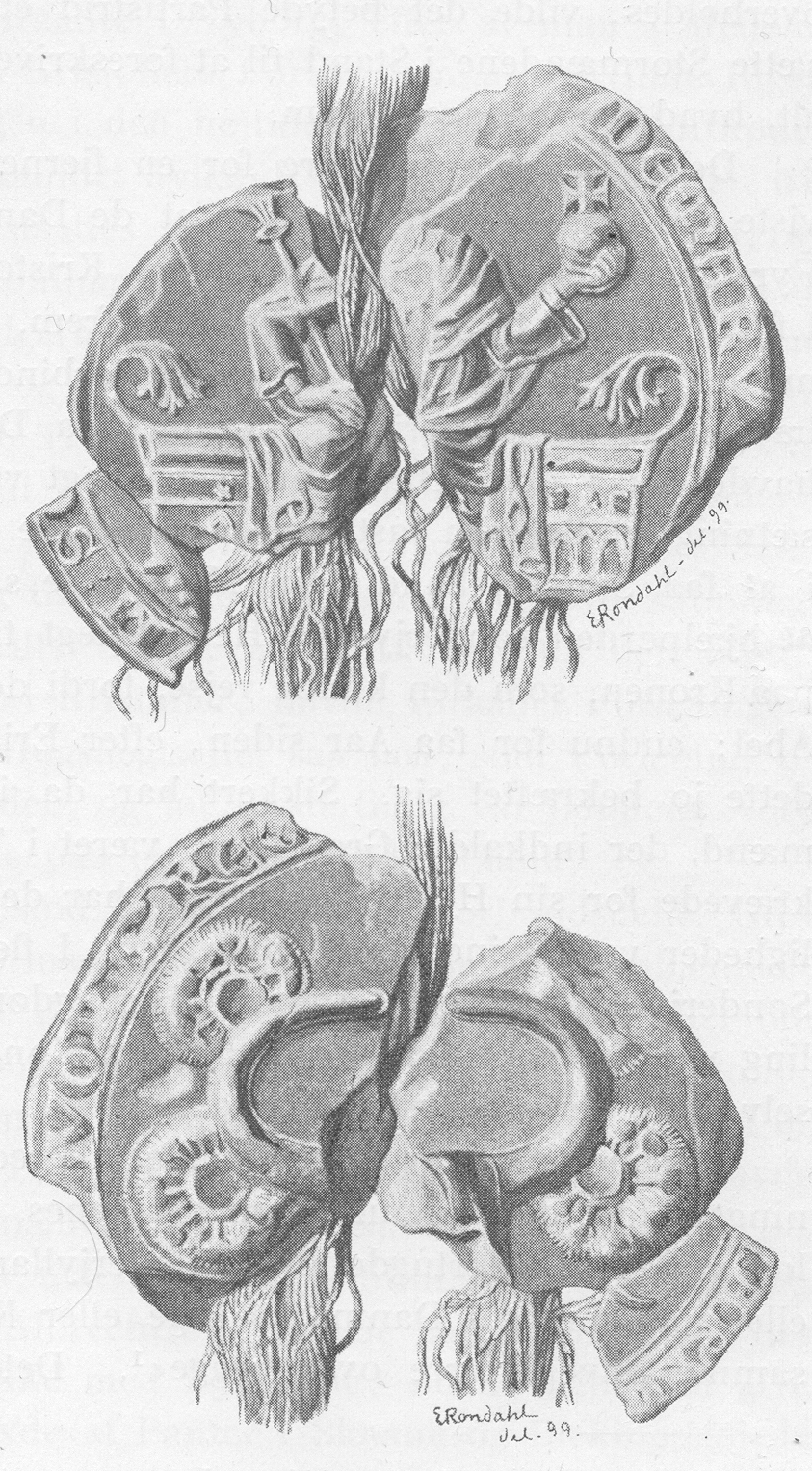
Reste eines Siegels von König Waldemar III

Waldemar III. (dänisch Valdemar III) (* 1314; † 1364) war 1326–1329 König von Dänemark. In den Jahren 1325–1326 und 1329–1364 war er als Waldemar V. Herzog von Schleswig.

## Leben
Waldemar III. war Sohn von Herzog Erich II. von Schleswig (Sohn von Waldemar IV. und Enkel von Erich I.) und Adelheid von Holstein (Tochter von Graf Heinrich I. von Holstein-Rendsburg). Er entstammte der Abelslinie des dänischen Königshauses Estridsson, zu der die 1232–1375 in Schleswig herrschenden Herzöge gehörten.
Er war verheiratet mit Rixa von Schwerin, Tochter des Grafen Gunzelin VI. von Schwerin [-Wittenburg] († 1327), sie hatten folgende Kinder:
- Waldemar († 1360), Erbprinz von Schleswig
- Heinrich († 1375), Herzog von Schleswig

Waldemar wurde 1326 im Alter von elf Jahren von seinem Onkel und Vormund Gerhard dem Großen an Stelle von Christoph II. zum dänischen König erhoben. Damit war Gerhard praktisch der Regent von Dänemark. Dafür ließ er sich von dem minderjährigen König Waldemar mit dem Herzogtum Schleswig belehnen. Bereits 1330 legte Waldemar die Dänenkrone nieder, da er sie gegen seine Gegner, die Söhne Christophs II., nicht verteidigen konnte. Christophs II. jüngster Sohn Waldemar IV. Atterdag folgte dem Vater auf den Thron nach der Ermordung Gerhards im Jahre 1340 nach.

## Trivia
König Waldemar III. darf nicht mit Waldemar dem Jungen verwechselt werden, der 1209–1215 Herzog von Schleswig gewesen war und als Mitkönig seines Vaters Waldemar II. auch Waldemar III. genannt wird, beispielsweise auf der lateinischen Inschrift auf dessen 1855 verlegten Grabstein in der St.-Bendts-Kirche in Ringsted: Waldemarus Tertius Rex Daniae, Filius Waldemari Secundi, Waldemar III., König von Dänemark, Sohn von Waldemar II.
Auch darf der König nicht mit Waldemar III., Herzog von Schleswig, verwechselt werden.